# Expectations (album de Bebe Rexha)
Expectations este albumul de debut al cântăreței americane Bebe Rexha. A fost lansat pe 22 iunie 2018, de către Warner Records. Albumul a fost anunțat în urma succesului colaborării sale cu duo-ul country Florida Georgia Line, Meant To Be. Expectations a fost lansat pentru precomandă pe 13 aprilie 2018 odată cu lansarea a două single-uri promoționale: Ferrari și 2 Souls On Fire. Albumul include single-urile I Got You și Meant To Be din All Your Fault: Pt. 1 și respectiv All Your Fault: Pt. 2. Albumul prezintă apariții ale rapperilor Quavo și Tory Lanez, precum și al duo-ului country Florida Georgia Line. Albumul a vândut 604.000 de unități în SUA începând cu 29 ianuarie 2019.

## Început
După lansarea proiectului All Your Fault: Pt. 2, Rexha a început să anunțe melodii noi pentru un al treilea instalament din seria All Your Fault, managerul ei urmând să discute despre lansarea sa. Cu toate acestea, planurile s-au schimbat, deoarece Rexha a dezvăluit că următorul ei proiect va fi numit Expectations printr-un tweet în noiembrie 2017. Rexha a dezvăluit coperta pe 8 aprilie 2018 , albumul fiind disponibil pentru pre-comandă pe 13 aprilie.

## Single-uri
I'm A Mess a fost lansat ca primul single exclusiv al albumului pe 15 iunie 2018, în urma unei lansări timpurii de radio în SUA. Până în prezent, a atins locul 35 în Billboard Hot 100, devenind primul hit de top 40 al lui Rexha ca artist solo. I Got You și Meant To Be, din prima și a doua parte a seriei All Your Fault, au fost incluse pe album.

### Single-uri promoționale
Ferrari și 2 Souls On Fire, în colaborare cu Quavo din Migos, au fost lansate ca single-uri promoționale pe 13 aprilie 2018 cu pre-comanda albumului. Ferrari a primit de atunci un videoclip vertical.

## Lista de piese
1. Ferrari - 3:32
2. I'm A Mess - 3:15
3. 2 Souls On Fire (feat. Quavo) - 2:50
4. Shining Star - 3:06
5. Knees - 3:26
6. I Got You - 3:11
7. Self Control - 2:54
8. Sad - 3:05
9. Mine - 2:51
10. Steady (feat. Tory Lanez) - 3:14
11. Don't Get Any Closer - 2:48
12. Grace - 3:16
13. Pillow - 3:36
14. Meant To Be (feat. Florida Georgia Line) - 2:43

Total: 43:47